# Bebington
Bebington is een plaats in het bestuurlijke gebied Wirral, in het Engelse graafschap Merseyside. De plaats telt 13.720 inwoners.

## Geboren
- William Dod (18 juli 1867), boogschutter
- Lottie Dod (24 september 1871), sportvrouw
- Alex Cox (15 december 1954), filmregisseur, acteur en auteur